# Jussi Jääskeläinen
Jussi Jääskeläinen, né le 19 avril 1975 à Mikkeli, est un footballeur international finlandais qui évolue au poste de gardien de but.

## Biographie
Il commence sa carrière au MP Mikkeli et joue ensuite au Vaasan Palloseura, en Finlande, avant que le club anglais des Bolton Wanderers ne l'achète en 1997. 
Il fait partie de l'effectif du club anglais de la saison 2000-2001 où Bolton est promu en Premier League. Il est ensuite nommé meilleur gardien de but de la Premier League en 2001-2002 par le sponsor Barclaycard. Depuis, il continue ses performances remarquables.
En juillet 2008, après avoir refusé une prolongation de contrat avec le club des Bolton Wanderers, il est courtisé par de nombreux clubs comme Arsenal qui souhaite remplacer le vieillissant Jens Lehmann, ou encore Tottenham Hotspur qui trouve Paul Robinson trop brouillon.
Finalement il prolonge son contrat de quatre ans jusqu'en 2012.
Le 13 juin 2012, il signe un contrat d'un an, plus un en option, en faveur du promu West Ham United
Le 11 août 2015, il rejoint Wigan Athletic.
Il est le père de Will Jääskeläinen (en) qui joue au poste de gardien de but dans le club de Crewe Alexandra et d'Emil Jääskeläinen qui joue au poste d'attaquant à Kendal Town FC (en)

## Carrière internationale
Jussi Jääskeläinen joue son premier match international le 25 mars 1998 contre Malte. Il était alors la doublure de Antti Niemi. Depuis 2005 et la retraite internationale d'Antti Niemi, il est le premier gardien de l'équipe nationale de Finlande.

## Palmarès

### En club
Wigan Athletic
- Football League One (D3)
  - Vainqueur : 2016

### Distinctions personnelles
- Il a été élu meilleur goal de la Premier League en 2001-02 avec les Bolton Wanderers.
- Élu meilleur joueur finlandais : 2007.